# Содомське самовдоволення невинної діви
«Содомське самовдоволення невинної діви» — картина іспанського художника Сальвадора Далі, написана у 1954 році. Роботу придбала компанія Плейбой (Лос-Анджелес).
Далі заперечував, що роги на картині мають фалічну форму: 
|  | Ріг носорога походить від єдинорога, символу невинності. |